# LOVE ENHANCED ♥ single collection
『LOVE ENHANCED ♥ single collection』（ラブ・エンハンスト・シングル・コレクション）は、日本の女性歌手・安室奈美恵のベスト・アルバムである。2002年3月13日発売。

## 概要
- 安室奈美恵としては『181920』以来、約4年ぶりのベスト・アルバム。また、復帰後初のベストアルバムである。
- 「シングルコレクション」と銘打ってあるが、オリジナル・アルバムの曲も収録されている。また、シングルのテイクで収録されたのは「lovin' it」のみで、他はニュー・アレンジ、ニュー・ミックス、ボーカル新録音での収録となった。
- 当初は新曲として、アメリカの女性音楽グループ・TLCのメンバーであるChilliとデュエットし、英語詞で歌唱した「Put 'Em Up」が収録予定候補曲の1つとして挙げていたが、結局収録されなかった。「Put 'Em Up」は後にChilliとのデュエットでなく安室1人が日本語詞で歌唱したものが24thシングルとして発売された。
- 2004年1月28日にDVDオーディオ盤が発売された。

## 収録曲

### CD・PLAYBUTTON
1. Say the word (new arrangement)
作詞：安室奈美恵
作曲：Ronald Malmberg, Thomas Johansson
編曲：原一博、上野圭市
20thシングルのリアレンジ、アルバム初収録。オリジナル音源では最後の詞に「この場所から未来へ」があったが今作ではカットされている。ツアーでも度々今作のバージョンを歌われる事が多数で、2012年及び2015年 - 2016年のツアーは上述の詞で歌唱、2018年に開催されたツアーと2001年に出演したNHK紅白歌合戦では音源は本バージョンで歌唱（上述の詞は除く）されている。
KOSE「ルミナス」CMソング
2. RESPECT the POWER OF LOVE (new mix)
作詞・作曲・編曲：小室哲哉
13thシングルのリミックス、イントロとアウトロがオリジナル音源とは若干異なるバージョンで収録。
KOSE「VISSE」CMソング
3. NEVER END (new vocal)
作詞・作曲・編曲：小室哲哉
17thシングルの再録、オリジナル音源よりも最後のコーラス部分が2分弱程カットされたエディットバージョンで収録。2014年リリースのベスト『Ballada』は本音源を更に短くしたバージョン、2017年リリースのベスト『Finally』には前者ベストを基にした再録バージョンで収録されている。
第26回主要国首脳会議（九州・沖縄サミット）イメージソング
4. LOVE 2000 (new mix)
作詞：小室哲哉, Sheila E., Lynn Mabry, 前田たかひろ
作曲・編曲：小室哲哉, Sheila E., Lynn Mabry
16thシングルのリミックス、イントロが若干異なるアレンジで収録。
KOSE「VISSE」CMソング
5. PLEASE SMILE AGAIN (new mix)
作詞・作曲・小室哲哉
編曲：上野圭市
18thシングルのリミックス、音源はオリジナルと同じだが間奏部分が異なるバージョンで収録。
明治製菓「Fran」CMソング
6. think of me (new vocal)
作詞・作曲・編曲：Dallas Austin
日本語詞：工藤順子
19thシングルの再録、オリジナル音源とは異なり最後のカットエディットを更に短縮させた、フェードアウトにアレンジされている。2014年リリースのベスト『Ballada』には本音源のバージョンが収録されている。
明治製菓「Fran」CMソング
7. SOMETHING 'BOUT THE KISS (new vocal)
作詞：Dallas Austin, Lysette Titi, Chan Hai
作曲・編曲：Dallas Austin
15thシングルの再録、サビのコーラスに英語詞が省かれている。
KOSE「VISSE」CMソング
8. lovin' it / 安室奈美恵 & VERBAL
作詞：小室哲哉、VERBAL
作曲・編曲：小室哲哉
song+nationプロジェクト第3弾シングル、安室名義でのアルバムでは今回が初収録。本ベスト唯一のオリジナル音源でもある。
9. I HAVE NEVER SEEN (new vocal & arrangement)
作詞・作曲：小室哲哉 編曲：上野圭市
12thシングルの別バージョン、音源もオリジナルのものとは異なり半音キーを上げたバージョンで再録されている。
日本テレビ系連続ドラマ「夜逃げ屋本舗」（1999年1月13日〜3月17日・全10回）主題歌
10. HimAWArI (new vocal)
作詞・作曲・編曲：小室哲哉
5thアルバム『break the rules』収録曲の再録、2014年リリースのベスト『Ballada』には本音源のバージョンが収録されている（ミュージック・ビデオも同様）。
11. no more tears (new mix)
作詞・作曲・編曲：小室哲哉
19thシングルのリミックス
KOSE ｢ルミナス｣ CMソング
12. I WILL (new mix)
作詞：安室奈美恵
作曲・編曲：葉山拓亮
21stシングルのリミックス、アルバム初収録。オリジナル音源よりも間奏・ラストの部分が2分弱のカットエディットで収録されている。2014年リリースのベスト『Ballada』には本音源を更に短縮させたバージョンで収録。2017年リリースのベスト『Finally』にはオリジナル音源を再録し、アレンジは前者ベストを基に収録されている。